# Linhão de Tucuruí

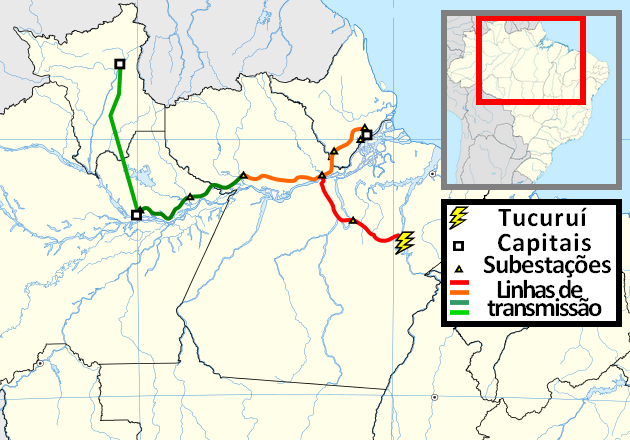
Mapa da Linha de Transmissão de Tucuruí.

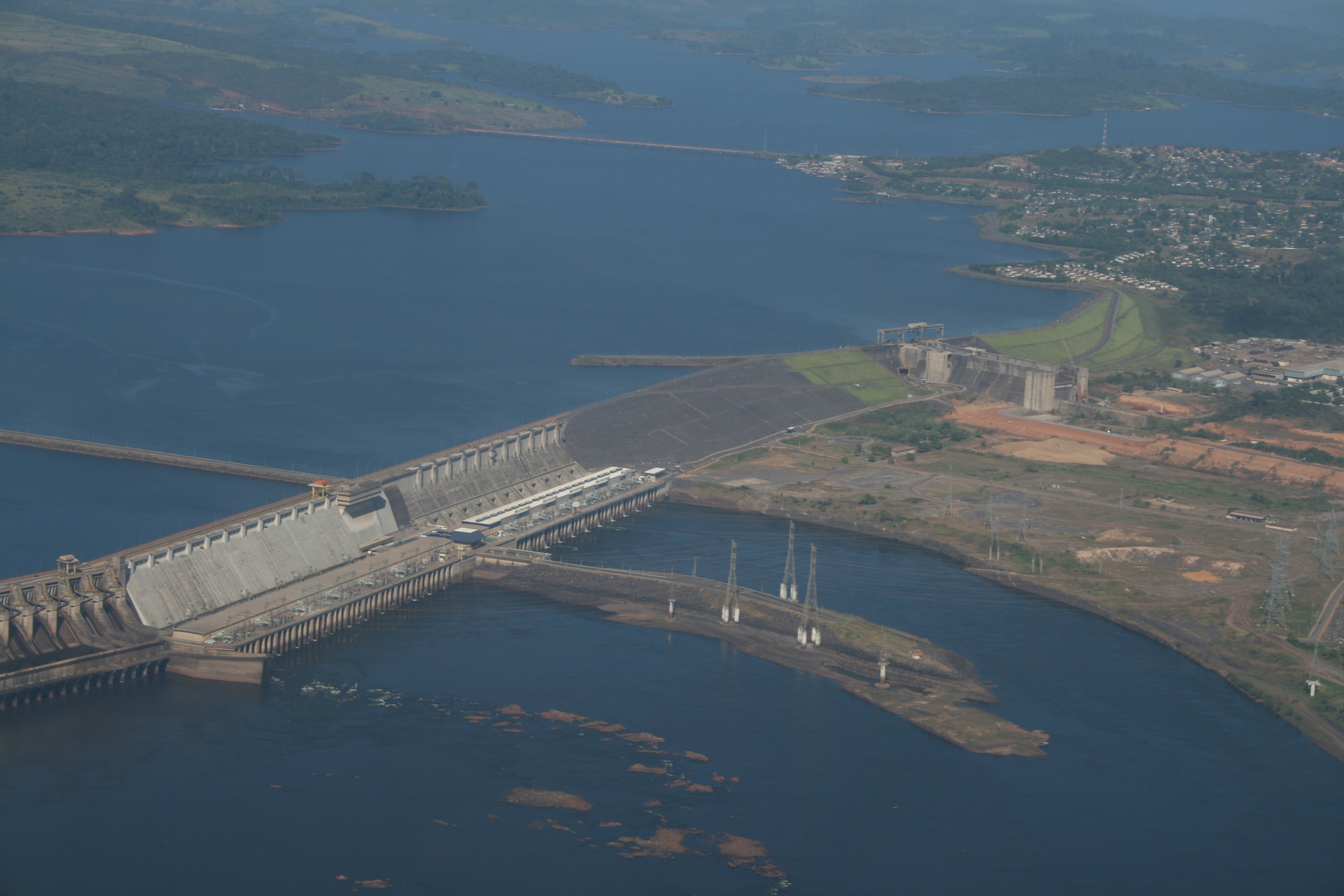
Usina Hidrelétrica de Tucuruí, de onde parte o projeto

A Interligação Tucuruí-Macapá-Manaus, mais conhecido como Linhão de Tucuruí é uma linha de transmissão que leva a energia produzida na Hidrelétrica de Tucuruí à região ao norte do Rio Amazonas, no Brasil. A linha de transmissão atravessa o Rio Amazonas à altura dos municípios paraenses de Porto de Moz e Almeirim. De lá, o ramo oriental leva energia a Macapá, capital do Amapá e o ramo ocidental leva a Manaus, no estado do Amazonas. As torres de apoio à extensão de cada lado do rio Amazonas são quase tão altas quanto a Torre Eiffel, em Paris. 
O trajeto entre Manaus e Boa Vista, de pouco mais de 700 Km, foi licitado em 2011 e deveria ter sido entregue em 2015, mas as obras não saíram do papel devido ao impasse da passagem da linha de transmissão no território indígena Waimiri-Atroari, localizado entre os dois estados. O novo prazo previsto para conclusão das obras é dezembro de 2025.
Durante o projeto e a execução das obras foram observados atrasos na emissão das licenças ambientais e desafios legais, uma vez que a linha cruza território de povos indígenas e eles não tinham sido consultados. Embora tenham sido feitos esforços para evitar danos ambientais, existiu uma controvérsia sobre o impacto da construção e também sobre o corredor de manutenção das torres. Em 2022, foi homologado um acordo com os povos indígenas para realização da obra.

## Histórico

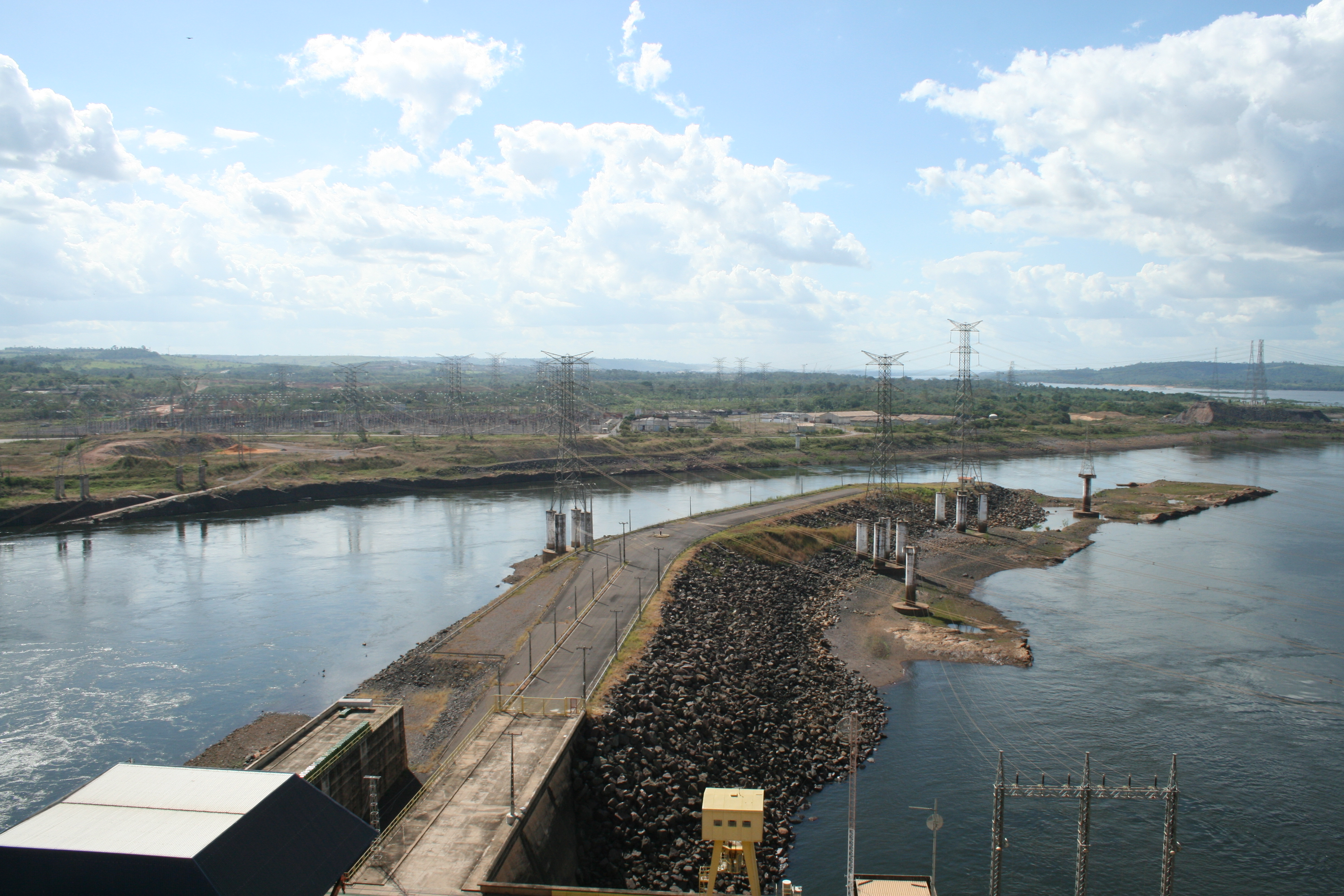
Linhas de transmissão em Tucuruí.

Em março de 2008, ocorreu o leilão para a construção do linha de transmissão, quando o grupo espanhol Isolux conseguiu o direito de 2 dos 3 lotes da linha de transmissão: o lote A liga Tucuruí (PA) à Jurupari (PA); e o lote B liga Jurupari à Oriximiná (PA) e à Macapá (AP), num percurso total de 1,2 mil km. Enquanto o lote C, que vai de Oriximiná (PA) à Silves (AM) e à Subestação Lechuga (AM), ficou sob a responsabilidade do consórcio Manaus Transmissora de Energia S/A, constituído pelas empresas Abengoa, Eletronorte e Chesf (PAC, 30/04/2014). O “linhão” custou cerca de R$ 3 bilhões e foi financiado pela SUDAM (Superintendência de Desenvolvimento da Amazônia) e o BASA (Banco da Amazônia).
Até os anos 2010, áreas do Brasil ao norte do Rio Amazonas, incluindo totalmente os estados do Amapá e Roraima, e partes dos estados do Pará e do Amazonas, não estavam ligados ao Sistema Interligado Nacional de energia elétrica.. Estas áreas dependiam principalmente da geração de energia térmica subsidiada A Usina Hidrelétrica de Balbina não fornece mais que 20% da demanda de eletricidade de Manaus.
A Interligação Tucuruí-Macapá-Manaus foi construída para ligar municípios da Região Norte para ao Sistema Interligado Nacional (SIN) para atender ao crescimento da demanda de energia, particularmente na Grande Manaus. A energia hidrelétrica da rede poderia substituir a maior parte da geração de energia cara e poluente de petróleo e gás. O projeto proporcionaria energia mais barata, mais limpa e mais confiável além de eliminar o subsídio para geração térmica.

## Projeto

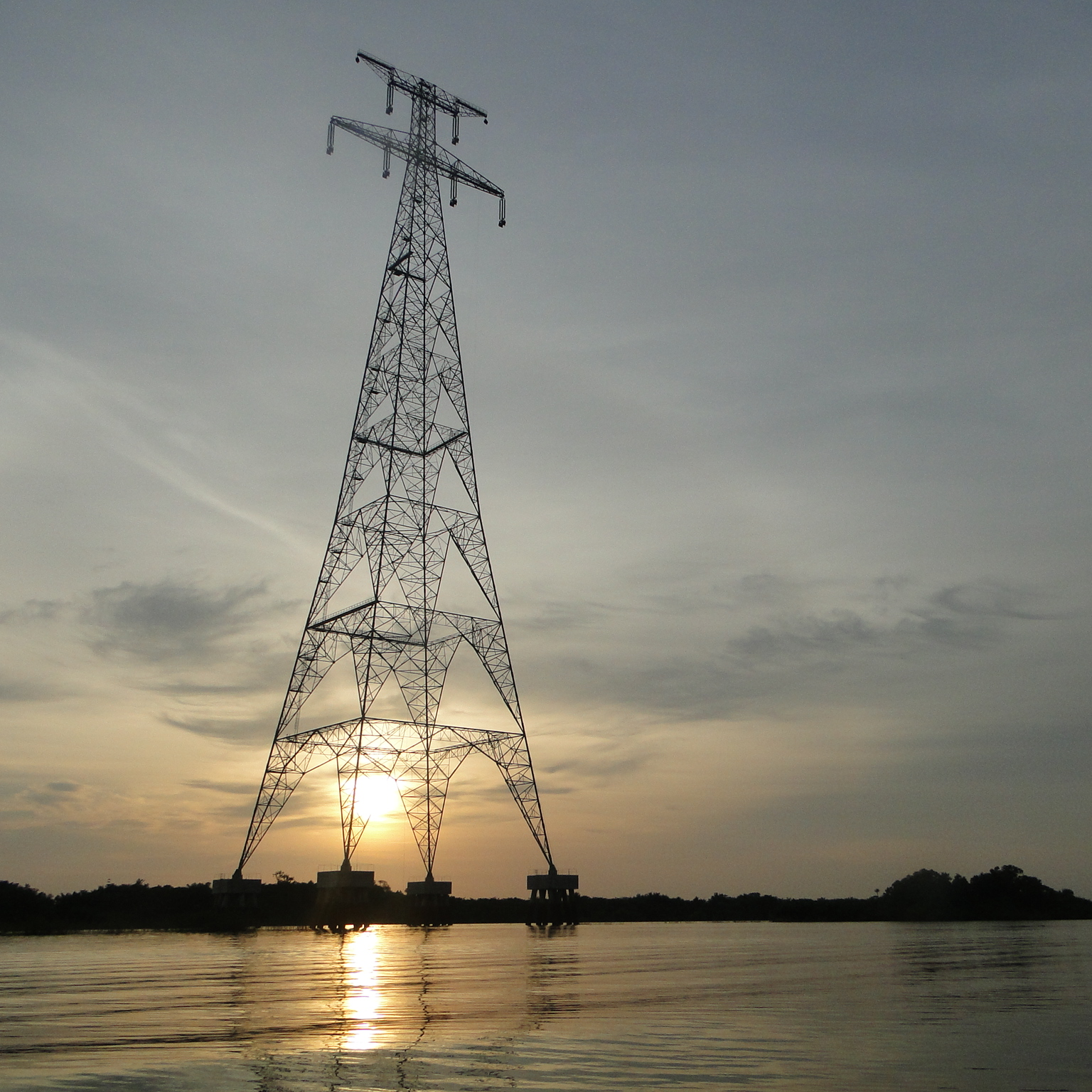
Torre às margens do Rio Amazonas.

O projeto envolveu a construção de sete linhas de energia de circuito duplo com um comprimento total de cerca de 1 800 quilômetros, que liga oito subestações. Sete das subestações foram construídos a partir do zero. A grade usa 3 600 torres de transmissão, com uma extensão média de 500 metros entre torres. A extensão do Rio Amazonas no ponto de travessia é de 2,5 quilômetros.
O projeto construiu um circuito duplo com uma tensão de 500 kV entre a usina hidrelétrica de Tucuruí e a região de Manaus. Ele é executado através de subestações intermediárias nos municípios de Anapu, Almeirim, Oriximiná e Silves. A linha que liga Amapá à rede nacional possui um circuito duplo de 230 kV, corre a partir da subestação Jurupari em Almeirim as subestações em Laranjal do Jari e Macapá. A Hidrelétrica de Tucuruí tem uma capacidade instalada de 8 370 MW. A capacidade total de transporte das linhas de alta tensão é de 2 400 MW.
Junto com os cabos elétricos, foram adicionados cabos de fibra óptica ao longo das linhas de transmissão para utilização na Internet de banda larga e telefonia. A rede de fibra óptica com várias transportadoras 100 g foi instalado pela TIM Brasil, projetado com 17 vãos ópticos. Os vãos eram o maior tempo possível devido ao custo e dificuldade de manutenção de sites de regeneração.

## Construção
O projeto foi dividido em três segmentos, de construção, operação e manutenção. A empresa espanhola Isolux Corsán ganhou as concessões para os lotes A e B, e um consórcio de Eletronorte, Abengoa e Chesf venceu as disputas para construção do lote C. Uma companhia foi formada para cada concessão. O lote A, com início em Tucuruí e fim em Jurupari operado por LXTE tem 527 quilômetros de comprimento. O lote B operado por LMTE vai desde Oriximiná via Jurupari até Macapá e possui um total de 713 km de comprimento. Por fim, o lote C teve início em Oriximiná e fim em Manaus, operado pelo MTE (Manaus Transmissora de Energia), com um comprimento de 586 quilômetros. O custo estimado foi de cerca de R$ 3 bilhões, financiado pelo Banco de la Amazonía.
Devido à importância ambiental da região amazônica o projeto teve que ser desenvolvido visando um impacto mínimo. Por esta razão, as linhas de transmissão tiveram que ser construídas, sempre que possível, ao lado de rodovias existentes. Em muitas seções altas torres tiveram que ser construídas para transportar as linhas acima das copas das árvores e assim evitar cortes ou derrubada total das mesmas.

## Trecho Manaus-Boa Vista
Roraima é o único estado no país que não é interligado ao Sistema Nacional de Energia (SNE), dependendo da energia gerada por seis termelétricas (uma movida a gás e cinco a óleo diesel), de responsabilidade da distribuidora Roraima Energia. O estado sofre com constantes blecautes, além da energia ser considerada cara, além de provocar impacto ambiental.
O custo para fornecimento elétrico ao estado é de cerca de R$ 8 bilhões por ano, sendo dividido entre todos os consumidores de energia elétrica do país.
Anteriormente, o estado foi abastecido pela energia recebida da Venezuela, por meio do Linhão de Guri durante 18 anos. Em março de 2019, o governo venezuelano cortou o fornecimento ao estado em meio a uma série de apagões.
O Linhão de Tucuruí foi licitado pela Agência Nacional de Energia Elétrica (Aneel) em 2011. A obra, no entanto, foi alvo de um impasse judicial com os indígenas que vivem na reserva Waimiri Atroari, por onde irão passar 122 km de torres. Em setembro de 2022, a Justiça Federal homologou um acordo entre a Transnorte Energia, órgãos federais e o povo indígena Waimiri Atroari estabelecendo um plano de compensações socioambientais por causa dos impactos irreversíveis que terão na floresta.
O novo prazo de conclusão das obras é dezembro de 2025.